# Прокопів Ігор Богданович
І́гор Богда́нович Проко́пів (нар. 23 квітня 1967, с. Завій, Калуський район, Івано-Франківська область) — заступник голови правління НАК «Нафтогаз України» з 5 квітня 2014.
Президент «Укртрансгазу» з 11 липня 2014 по 15 березня 2017.

## Освіта
Харківський кооперативний технікум, Московська академія ім. Скрябіна (спеціальність «Товарознавство тваринної та пушно-хутрової сировини»), Тернопільська академія народного господарства (економіст), Івано-Франківський державний технічний університет нафти і газу (інженер).

## Кар'єра
- 1992–2001 — комерційний директор, директор у комерційних структурах міста.
- 2001–2003 — директор «Прикарпатенергосервіс» (ВАТ «Івано-Франківськгаз»).
- Червень — грудень 2003 — голова правління ВАТ «Івано-Франківський м'ясокомбінат».
- Грудень 2003 — квітень 2005 — перший заступник голови правління ВАТ «Івано-Франківськгаз».
- Червень 2005 — вересень 2006 — директор Івано-Франківської бази ДП «Укрнафтогазкомплект» НАК «Нафтогаз України».
- Вересень 2006 — липень 2009 — директор ДП «Івано-Франківськ-Пропан» ВАТ «Івано-Франківськгаз».
- З липня 2009 — директор ДМП «Івано-Франківськ-теплокомуненерго».
- З 5 квітня 2014 року — заступник голови правління НАК «Нафтогаз України».
- Із серпня 2014 року обіймав посаду президента «Укртрансгазу».
- 19 квітня 2017 року Кабінет Міністрів України призначив Ігоря Прокопіва на посаду заступника міністра енергетики та вугільної промисловості[2].
- З 2006 є депутатом Івано-Франківської міської ради.
- Голова Івано-Франківської міської організації партії «Фронт змін».

## Особисте життя
Одружений, виховує двох дітей.
Захоплення – книги, гірські лижі, волейбол.